# Stadtbach (Gelbach)
Der Stadtbach bildet ab dem Zusammenfluss mit dem Aubach in Montabaur den Gelbach, einen rechten Zufluss der Lahn im Westerwald in Rheinland-Pfalz.

## Verlauf

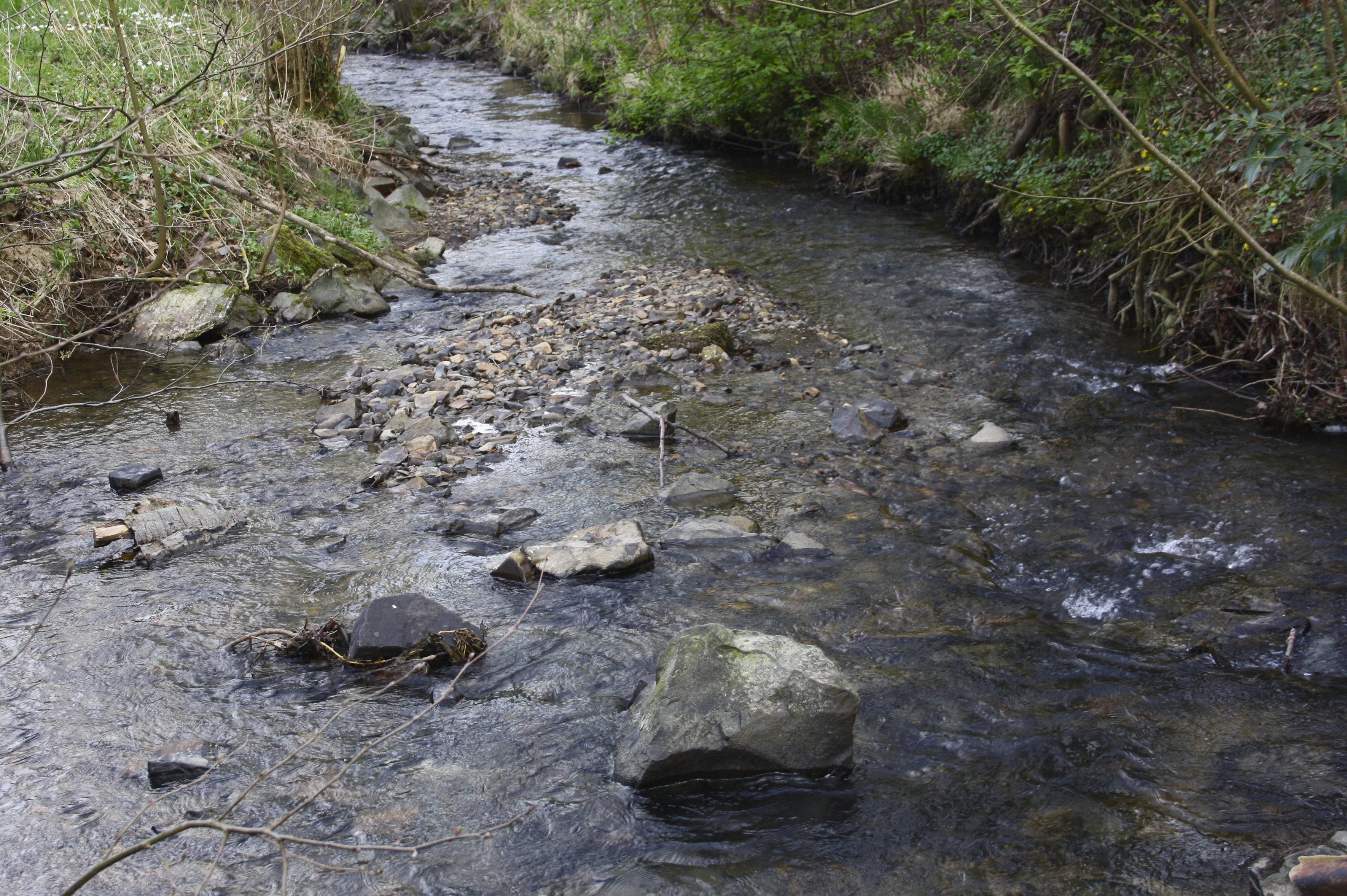
Der Stadtbach kurz vor der Verrohrung und der Aufsplittung in Gäulsbach und Färberbach

Der Stadtbach entspringt kurz nördlich des Montabaurer Ortsteils Horressen an einem westlichen Ausläufer der Montabaurer Höhen aus mehreren Quellflüssen. Von hier fließt er östlich nach Montabaur, wo von rechts der Biebrichsbach einfließt, und verläuft ab unterhalb des jüdischen Friedhofs und den westlichen Ausläufern des Quendelberg die Fröschpfortstraße entlang Richtung Altstadt. Kurz vor den Parkplätzen der Kalbswiese beginnt die Verrohrung des Baches (insgesamt auf 1600 m), und nach wenigen Metern teilt sich der Stadtbach in einen linksseitigen, Gäulsbach genannten, und rechtsseitigen, Färberbach genannten Bach auf. Beide Bäche fließen von hier Richtung Norden und passieren nahe der Biergasse die hier noch erhaltenen Stadtmauern von Montabaur, wobei der Gäulsbach nahe dem ehemaligen Schossgatter des Turms an der Biergasse (der heutigen Wilhelm-Mangels-Straße) und der Färberbach nahe der ehemaligen Fröschpforte (der heutigen Hospitalstraße) verläuft. Namensgebend für den Färberbach war das Färberhaus der Wollweber an der Hospitalstraße, für den Gäulsbach die Pferdeschwämme nahe dem heutigen Konrad-Adenauer-Platz. Beide Bäche treffen noch innerhalb der ehemaligen Stadtmauern hinter dem Steinweg wieder zusammen und verlassen die ehemaligen Stadtmauern nahe dem ehemaligen Turm am Eschelbacher Graben im Westen der Altstadt. Danach fließt der Stadtbach weiter nach Norden, umfließt das Schloss Montabaur und wendet sich nach Südosten. Er trifft nach ca. 600 m von rechts auf den Aubach und beide fließen als Gelbach nach Südosten ab.